# یاسوهیرو سوزوکی
یاسوهیرو سوزوکی (انگلیسی: Yasuhiro Suzuki؛ زادهٔ ۲۵ نوامبر ۱۹۸۷) بوکسور اهل ژاپن است.